# 三苯甲烷
三苯甲烷，也称三苯基甲烷，是一种芳香烃，化学式为(C6H5)3CH。这种无色固体易溶于非极性的有机溶剂，不溶于水。三苯甲烷是许多人工合成染料的基础，这些染料被称为三芳基甲烷染料，其中有多种酸碱指示剂，另一些能发出荧光。有机化学中，三苯甲烷失去一个氢原子得到的三苯甲基基团Ph3C能形成多种化合物，比如三苯氯甲烷，三苯甲基自由基是化学家最早发现的自由基。

## 制备
三苯甲烷可以通过苯与三氯甲烷在三氯化铝催化下进行傅里德－克拉夫茨反应制得：
{\displaystyle {\rm {3C_{6}H_{6}+CHCl_{3}\rightarrow Ph_{3}CH+3HCl}}}
另外苯与四氯化碳在同样条件下发生反应，得到三苯氯甲烷-三氯化铝加合物。这种加合物在稀酸作用下水解，得到三苯甲烷：
{\displaystyle {\rm {3C_{6}H_{6}+CCl_{4}+AlCl_{3}\rightarrow Ph_{3}CCl\cdot AlCl_{3}}}}
{\displaystyle {\rm {Ph_{3}CCl\cdot AlCl_{3}+HCl\rightarrow Ph_{3}CH}}}
亦可以利用二氯甲基苯合成三苯甲烷，而前者可以用苯甲醛和五氯化磷反应制得。

## 酸性
中心碳原子上的氢pKa约为31，比其他碳氢化合物强得多，因为三个苯环与中心碳原子形成共軛體系分散了电荷，使得平面型的三苯甲基负离子更加稳定。然而由于苯环之间的空间位阻，电子不能同时离域到所有的苯环上（每个苯环都排斥另两个苯环使之脱离同一平面，最终形成三叶螺旋桨形的结构）。该电子离域只有当碳负离子的sp2杂化轨道，与其中一个芳香体系适当排列时才能发生。三苯甲基负离子因在可见光区域强烈吸收而显红色。因此该试剂可与氢化钙配合使用作为无水条件的指示剂：氢化钙与水反应生成氢氧化钙固体，其碱性比氢化钙弱得多，不能形成三苯甲基负离子，因此体系中的氢化物消失（有一定含水量）则溶液会变为无色。三苯甲烷的钠盐也可以用三苯基氯甲烷与金属钠反应制得：
{\displaystyle {\rm {(C_{6}H_{5})_{3}CCl+2Na\rightarrow (C_{6}H_{5})_{3}CNa+NaCl}}}
在丁基锂和相关的强碱普遍应用于合成化学之前，三苯甲基钠是最常用的非亲核性强碱。

## 三芳基甲烷染料
三芳基甲烷染料的典型例子有溴甲酚绿：
孔雀石绿：